# Trần Đức Hòa

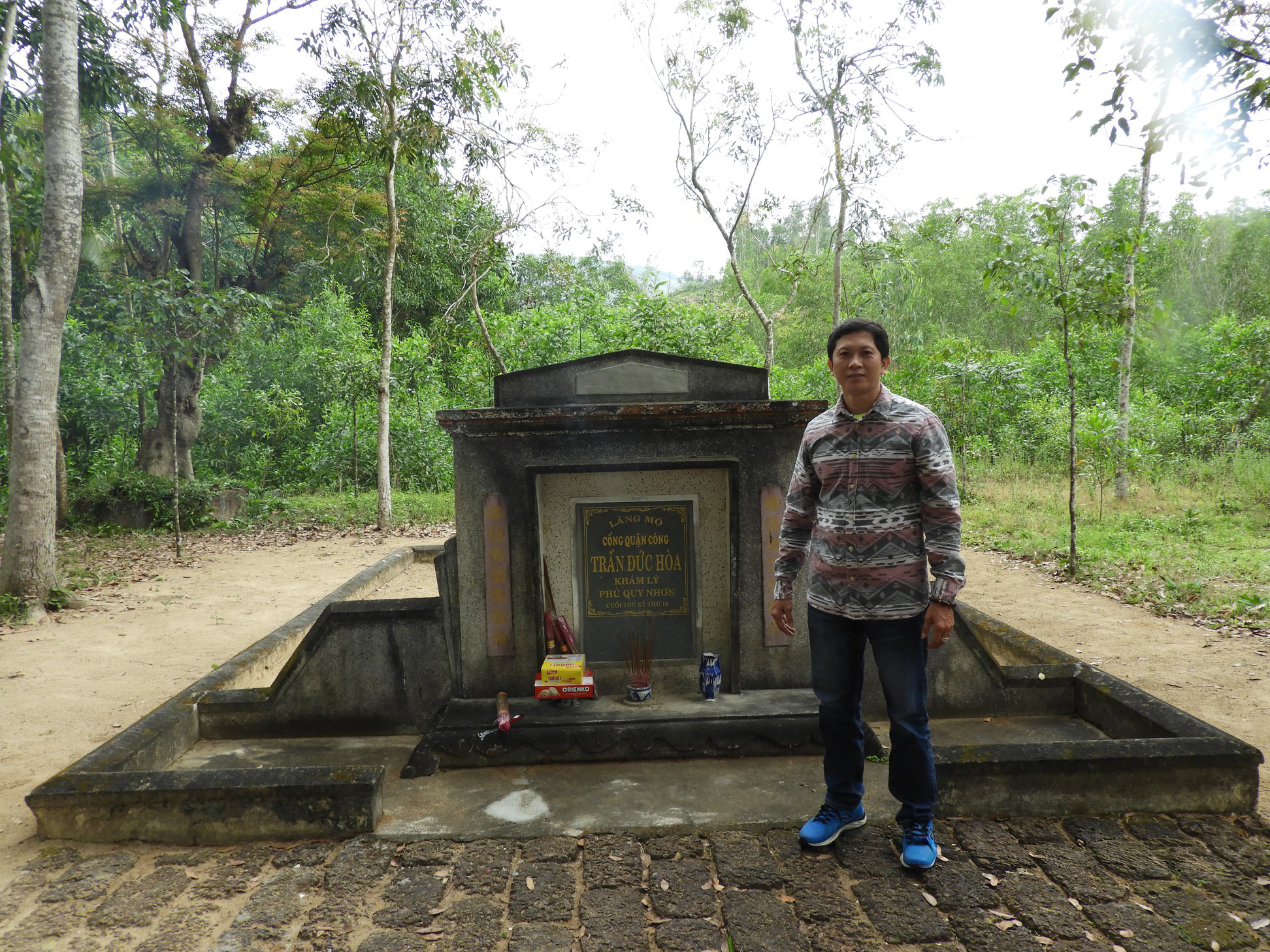
Viếng mộ Khám lý Trần Đức Hòa

Trần Đức Hòa (陳德和, kh.1544–kh.1619) là một viên quan Khám lý Cống Quận dưới quyền của Nguyễn Hoàng (Chúa Tiên) và Nguyễn Phúc Nguyên (Chúa Sãi). Khi ông nhậm chức Tuần phủ khám lý phủ ở Quy Nhơn, ông đã có công giữ yên trấn lỵ, tích trữ lương thực cung ứng cho nhu cầu “Bắc Cự” của Chúa Nguyễn, được Nhà Nguyễn phong là Đệ nhất đẳng Khai Quốc Công Thần. Ngoài ra, ông cũng được biết đến trong sử Việt là người đã phát hiện ra và giới thiệu nhơn vật Đào Duy Từ đến với chúa Sãi Nguyễn Phước Nguyên, góp phần to lớn trong công cuộc "Bắc Cự" thời sơ Nguyễn Đàng Trong.

## Cuộc đời
Trần Đức Hòa là người xã Bồ Đề, huyện Bồng Sơn, phủ Quy Nhơn (nay là khu phố Hy Văn, phường Hoài Nhơn Bắc, tỉnh Gia Lai). Các nhà nghiên cứu đã xác định Trần Đức Hòa chính là vị quan trấn tỉnh Pulucambi đã che chở các thừa sai Dòng Tên Francesco Buzomi, Francisco de Pina, và Christoforo Borri, đóng góp cho sự phát triển của Công giáo và sự hình thành của chữ Quốc ngữ.
Sách Đại Nam liệt truyện Tiền biên có ghi chép lại về ông như sau: "Hi Tông hoàng đế (tức chúa Sãi Nguyễn Phúc Nguyên) lên nối ngôi, Đức Hòa thường được cùng chúa bàn mưu tính kế việc quân việc nước, được chúa coi là thân tín, mỗi mỗi đều gọi Đức Hòa là nghĩa đệ (tức em kết nghĩa). Lúc Nam Bắc dùng binh, trong cõi lắm việc Đức Hòa ở Qui Nhơn lâu ngày, trong vỗ an dân chúng, ngoài cung cấp lương hướng cho quân đội, được xem là chỗ dựa của triều đình".